# Arturo Toscanini
Arturo Toscanini (n. 25 martie 1867, Parma, Italia – d. 16 ianuarie 1957, New York City, New York, SUA) a fost un renumit dirijor italian. Sub bagheta sa au cântat, printre alții, celebrele Maria Callas și Renata Tebaldi.